# Jimmie’s Chicken Shack
Jimmie’s Chicken Shack ist eine amerikanische Alternative Rockband aus dem Bundesstaat Maryland. Sie wurden durch MTV-Airplay während der letzten Tage des Grunge bekannt.

## Geschichte
Bandleader Jimmy Haha wuchs in Maryland auf und spielte zunächst in der Band Ten Times Big, bis diese sich auflöste. Zwei Jahre später begann er, akustische Jam-Sessions mit befreundeten Musikern abzuhalten. Schließlich gründete er mit seinem langjährigen Freund Che’ Lemon, Jim Chaney von Ten Times Big und Dave Dowling (auch Double D) die Band Jimmie’s Chicken Shack mit Sitz in Annapolis.
Sie gründeten das Label Fowl Records, bei dem unter anderem 1995 ihr Livealbum Giving Something Back erschien. 1997 folgte mit Pushing the Salmanilla Envelope das Major-Label-Debüt der Band bei The Rocket Record Company von Elton John. Danach veröffentlichte Jimmie’s Chicken Shack weitere Studioalben: Bring Your Own Stereo (1999, Rocket), Re.present (2004, Koch Records), Fail on Cue (2008, Fowl Records) und 2econds (2022, Fowl Records). Das Album Bring Your Own Stereo gelangte auf Platz 153 der Billboard 200.
Zu den bekannteren Singles der Band gehören High, Dropping Anchor (jeweils vom Album Pushing the Salmanila Envelope) sowie Do Right (vom Album Bring Your Own Stereo) und Falling Out (vom Album Re.present, zusammen mit Aaron Lewis von der Rockband Staind). High gelangte in die Billboard-Spartencharts Mainstream Rock Tracks. Die Single Do Right platzierte sich auf Platz 12 der Billboard Modern Rock Tracks. Sie wurde Teil des Soundtracks der deutschen Komödie Lammbock (2001). Der Song Ooh (ebenfalls von Bring Your Own Stereo) ist im US-amerikanischen Filmdrama Das Glücksprinzip (2000) zu hören.
Der musikalische Stil von Jimmie’s Chicken Shack änderte sich im Laufe der Bandgeschichte vom Funk Metal erster Demobänder und Alternative Metal des Debütalbums, hin zu alternativem Rock und später Post-Grunge.
Die Beliebtheit im Mainstream der Popkultur sank – nach einem recht kurzen Höhepunkt der Berühmtheit für Jimmie’s Chicken Shack aufgrund der massiven MTV Unterstützung für die Single Do Right. Nach einer Pause bildete sich die Band mit einer leicht veränderten Aufstellung erneut.